# 이노정 (고치현)
이노정(일본어: いの町)은 일본 고치현 중앙부에 있는 아가와군의 정이다. 도사 와지로 알려져 있다.

## 인접한 자치체
- 고치현
  - 고치시
  - 도사시
  - 다카오카군 니요도가와정, 오치정, 히다카촌
  - 도사군 도사정, 오카와촌
- 에히메현
  - 사이조시
  - 니이하마시
  - 가미우케나군 구마코겐정

## 역사
- 2004년 10월 1일 - 아가와군 이노정(伊野町), 고호쿠촌(吾北村), 도사군 혼가와촌이 합병(신설 합병)해 탄생했다. 이때 현재의 히라가나 표기가 되었다.

## 경제
벼농사, 과수 재배, 생강 재배 등이 행해지지만 특별한 명산품은 없다. 또 와지 제지와 같은 제지업이 전통적으로 활발했지만 규모는 그다지 크지 않다. 고치시 인접 지구 주변은 그 베드타운의 성격을 띄지만 이것도 대규모는 아니다.

## 교통

### 철도
- 시코쿠 여객철도 도산선
- 도사덴 교통 이노선

### 도로
- 고치 자동차도
- 국도 33호선
- 국도 194호선
- 국도 439호선